# 尼诺夫卡农村居民点
尼诺夫卡农村居民点（俄语：Ниновское сельское поселение）是俄罗斯联邦别尔哥罗德州新奥斯科尔区所属的一个农村居民点。其下辖有8个居民点，行政中心为尼诺夫卡。据2016年统计，该农村居民点的人口为2900人。